# Isertia reticulata
Isertia reticulata là một loài thực vật có hoa trong họ Thiến thảo. Loài này được Britton ex Rusby mô tả khoa học đầu tiên năm 1896.